# Ngulu (Tanzania)
Ngulu è una circoscrizione rurale (rural ward) della Tanzania situata nel distretto di Igunga, regione di Tabora. Conta una popolazione di 8 470 abitanti (censimento 2012).